# Protoseudyra flava
Protoseudyra flava là một loài bướm đêm trong họ Noctuidae.